# 劇場版 山崎一門〜日本統一〜
『劇場版 山崎一門〜日本統一〜』（げきじょうばん やまざきいちもん〜にほんとういつ〜）は、2022年9月23日劇場公開の日本映画。監督：辻裕之、主演：山崎一門（北代高士、舘昌美、勝矢、中澤達也、本田広登、川﨑健太、小手山雅、岸田タツヤ）、共演：本家より本宮泰風、山口祥行ら。

## 概要
- 2021年12月、『劇場版 山崎一門〜日本統一〜（仮）』の映画化決定が発表された[1]。
- 2022年4月、映画『劇場版 山崎一門〜日本統一〜』公式サイトが開設された[2]。
- 2022年9月5日19:00よりYouTubeキングレコード公式チャンネルにて、山崎一門「男の貧乏くじ」ミュージックビデオをプレミア公開開始[3]。
- 2022年9月15日、東京・新宿バルト9で『劇場版 山崎一門〜日本統一〜』完成披露上映会を行い、辻裕之監督、北代高士、山口祥行、本田広登、川崎健太、舘昌美、本宮泰風が登壇[4]。この日、36歳の誕生日を迎えた北代高士に本宮泰風がサプライズで手紙を読んで贈り、北代高士は両手で顔を覆い号泣した[4][5]。
- 2022年9月21日、山崎一門がキングレコードよりシングル「男の貧乏くじ」（『劇場版 山崎一門〜日本統一〜』主題歌）でCDデビュー[6]。
- 2022年9月23日より『劇場版 山崎一門〜日本統一〜』全国順次公開[6][7]で、同日から各地で本宮泰風ら出演者が登壇の舞台挨拶が行われた[8]。

## あらすじ
三代目侠和会若頭氷室蓮司（本宮泰風）と三代目侠和会本部長田村悠人（山口祥行）が逮捕され、三代目侠和会山崎一門構成員が2人の無実を証明すべく真相を明かそうと奔走する。

## キャスト
- 三代目侠和会直参 四代目山崎組組長 坂口丈治：北代高士
- 三代目侠和会幹部 四国ブロック長 中島組組長中島勇気：舘昌美
- 四代目龍征会会長 斎藤浩樹：勝矢
- 三代目侠和会直参 四代目藤代組組長 川上章介：中澤達也
- 三代目侠和会四代目山崎組若頭補佐 謙勇会会長 石沢勇将：本田広登
- 三代目侠和会四代目山崎組謙勇会理事長 山村義明：川崎健太
- 三代目侠和会三代目川谷組若頭 悠成会会長 大成虎雄：小手山雅
- 三代目侠和会四代目藤代組組員 宇垣竜次：岸田タツヤ
- 伊藤のおっさん：大高洋夫
- 直美（伊藤の娘）：清井咲希（元たこやきレインボー）/ 幼少の頃の直美：寺内鳳
- ことにゃん（写真）：清井咲希
- ヤスダ：明樂哲典
- ヤスダの手下：森谷勇太
- ヤスダの手下：芳村宗治郎
- ヒットマン（ヤスダの手下）：岡田英二
- ホームレス：羽田昇司（ショウショウ）
- 看護婦長：西丸優子
- 路上駐車カップル：加藤真衣
- 重房信雄（マッドボンバー）：山田明郷
- 路上駐車に困っている民家のおばちゃん：井手規愛
- ヤマガミ（侠和会顧問弁護士）：藤原シンユウ
- 鈴森隆之（侠和会のハッカー）：鈴木隆仁
- 川谷雄一会長の付き人 サトル：友和
- 川谷雄一会長の付き人 拓：塩谷昴大
- 三代目侠和会会長 川谷雄一：小沢仁志
- 三代目侠和会本部長 三代目川谷組組長 田村悠人：山口祥行
- 三代目侠和会若頭 氷室蓮司：本宮泰風

## 主題歌
- 「男の貧乏くじ」歌：山崎一門（北代高士、舘昌美、勝矢、中澤達也、本田広登、川﨑健太、小手山雅 / 本宮泰風）
作詞：秋元康 作曲：中谷信行 編曲：野中“まさ”雄一
音楽出版：セブンシーズミュージック、ライツキューブ、Y&N Brothers

## スタッフ
- 監督：辻裕之
- 総合プロデュース：本宮泰風
- エグゼクティブプロデューサー：鈴木祐介
- プロデューサー：服巻泰三
- 脚本：村田啓一郎
- 撮影：岡雅一
- 照明：大町昌路、丸山和志
- 音響効果・選曲：藤本淳
- 録音：山口勉
- 美術：YUKI
- 編集：恒川岳彦
- 衣装：荒川小百合
- ヘアメイク：坂口佳那恵
- ガンエフェクト：浅生マサヒロ
- アクションコーディネーター：玉寄兼一郎
- 助監督：山鹿孝起
- 制作担当：橘慎
- VFX：新妻宏昭
- 演出部：坂野崇博、廣瀬萌恵里
- 制作主任：金沢勇大
- 車輌：森尻勲
- 車輌・制作：大蔵俊介
- MA：FUJIMOTO Studio
- EED：TSUNEKAWA Edit Studio
- 主題歌：山崎一門「男の貧乏くじ」作詞：秋元康　作曲：中谷信行　編曲：野中“まさ”雄一
- 挿入歌：PERSIA「Door to Door」作詞：PERSIA　作曲：RIMAZI　編曲：PERSIA、RIMAZI
- 宣伝：堀畑絵梨香
- 公式ホームページ：VICENTE
- スチール：池田岳史、中居挙子
- 題字：松本明子[9]
- アートディレクター：桑原拓巳
- 法務：森名丘
- 車輌協力：HILLS AUTO
- 配給協力：ティ・ジョイ
- 制作プロダクション：ソリッドフィーチャー
- 製作・配給：ライツキューブ

## 配信
- 2022年12月23日よりU-NEXTが『劇場版 山崎一門〜日本統一〜』を独占先行配信した[10]。

## ソフト
- 劇場版 山崎一門～日本統一～ DVDセルコレクターズエディション（2023年3月25日）
2DVD：本編DVD（96分）＋特典DVD（計約50分）

## シングルCD
- 男の貧乏くじ（2022年9月21日発売、キングレコード、KIZM-737/8）
限定版の日本統一公式サイトジャケット版（NKZM-1023-24）[11]（白）と、通常版のキングレコード版（KIZM-737/8）[12]（黒）の2種あり。

CD
1. 山崎一門「男の貧乏くじ」※『劇場版 山崎一門〜日本統一〜』主題歌
2. PERSIA「Door to Door」※『劇場版 山崎一門〜日本統一〜』挿入歌
3. 男の貧乏くじ（off vocal ver.）
4. Door to Door（off vocal ver.）

DVD
1. 「男の貧乏くじ」MV　※監督：氷室蓮司（本宮泰風）[6]
2. 「男の貧乏くじ」MVメイキング

MVスタッフ
- 撮影：今井裕二
- 照明：大町昌路
- 編集・CG：横山一洋
- スタイリスト：荒川小百合
- メイク＆ヘア：坂口佳那恵
- 宣伝：堀畑絵梨香

### 発売記念リリースイベント
キングレコード版
- 山崎一門トークショー＆特典会（2022年9月21日、HMV＆BOOKS SHIBUYA 5F 19:00 - ）[13]
  - 登壇：北代高士、舘昌美、勝矢、中澤達也、本田広登、川﨑健太、小手山雅[14][15]

## ラジオ
- TOKYO SPEAKEASY「本宮泰風さんと舘昌美さんと北代高士さんの話を盗み聞き・・・ここでしか聴けない『劇場版 山崎一門～日本統一～』を熱く語る」（2022年9月20日1:00 - 2:00（19日深夜25:00 - 26:00）、TOKYO FM JFN系列35局[16]）[17][18]

## 備考
- ミーティングの後、山崎一門は、突如、本宮泰風に連れられて行ったカラオケボックスで、主題歌を山崎一門に歌わせたいことが告げられ、オーディションが行われた結果、メインボーカルに本田広登と北代高士の2人が選出された[19]。
- 各地の劇場にて地域別入場者プレゼントで山崎一門の非売品オリジナルトレーディングカードが、無くなり次第終了の数量限定配布されている[20]。カード表は山崎一門の各キャラクター写真で、裏面には各キャラの、生年月日、血液型、出身地、身長、体重、足のサイズが公表されている[20]。どこの映画館でどの演者のトレカが配布されるのかを公表している[20]。